# Manriqueové z Lary
Manriqueové z Lary a Mendozy (španělsky (casa) Manrique de Lara y Mendoza) je vyhaslý španělský šlechtický rod, vedlejší linie rodu Larů, jednoho z pěti nejvýznamnějších rodů středověké Kastilie. Někteří členové rodu působili také v českých zemích.

## Historie rodu
Rod je zmiňován od 13. století.
V 15. století Larové podporovali katolické panovníky během jejich války proti stoupencům Johany la Beltraneja. Rod vlastnil hrabství Paredes de Nava, Osorno a Castañeda a také některé z nejdůležitějších titulů Kastilie, jako jsou vévoda z Nájera a markýz z Aguilar de Campoo, všichni v hodnosti grandů.
V roce 1520 povýšil král Karel I. Španělský rod Larů do hodnosti grandů v osobách jeho nejvýznamnějších představitelů, vévody z Najera a markýze z Aguilar de Campoo, vyznamenání později udělené také hrabatům z Paredes de Nava a hrabatům z Osorna.
Za vlády Karla V. a Filipa II. zastávali Manriquové z Lary důležité funkce jako místodržící, vojevůdci, velvyslanci a kardinálové. Z tohoto rodu rovněž pocházelo několik vysokých představitelů katolické církve a rytířů vojenských řádů a zlatého rouna, jako Roderik Manrique z Lary, I. hrabě z Paredes de Nava, který se stal velmistrem Řádu svatojakubských rytířů.
Někdy se používá výraz „los Manriques“, odkazující na tři významné literáty: Jorge Manrique, syna Rodriga Manriquea a Gómez Manrique, ale také na rodovou linii jako celek, jako v případě školy Colegio de los Manriques v Alcalá de Henares.
Motto rodu Manrique z Lary je “Nos non venimos de reyes, que reyes vienen de nos”- „Nepocházíme z králů, králové pocházejí od nás“.

## Erb

Rodový erb Manriqueů z Lary, vévodů z Nájery

Rodový erb nese v červeném poli nad sebou dva kotle pokryté zlatočerným šachovnicovým vzorem a z každého z nich vylézá dvojice sedmihlavých zelených (jindy zlatých) hadů. 

## Význační členové rodu
- Juana Núñezová z Lary (1286–1351), dcera Juana Núñeze I. z Lary, známá jako la Palomilla (Holubička) nebo paní z Lary. Její vnuk byl Jan I. Kastilský.
- Blanka de La Cerda y Lara (1317–1347), španělská šlechtična, matka královny Johany z Peñafielu
- Marie de La Cerda y de Lara (1319–1375), španělská šlechtična,
- Jorge Manrique, básník španělské renesance
- Roderik Manrique z Lary (1406 - 1476), otec básníka
- Alonso Manrique, kardinál, generální inkvizitor a arcibiskup sevillský.
- Pedro Manrique z Lary (více osob)
- Juan García Manrique, arcibiskup ze Santiaga jako Jan III. (1383-1388)
- Jan Manrique z Lary († 21. června 1570) byl kastilský šlechtic z rodu Manrique de Lara. Krátce zastával funkci neapolského místokrále.
- Marie Manrique z Lary a Mendozy (* asi 1538, † 16. únor 1608), španělská šlechtična, manželka Vratislava II. z Pernštejna
- Marie Manrique z Lary a Mendozy mladší (kolem 1570? Vídeň – nejpozději v roce 1636?), španělsko-rakouská šlechtična, provdaná za bratrance Jana V. z Pernštejna. V roce 1606 se podruhé provdala za generála Bruna III. z Mansfeldu.
- Pedro Manrique de Zúñiga (Pedro de Zúñiga y Velasco) blahoslavený (1585-1622)